# 大竹愛子
大竹 愛子（おおたけ あいこ、1994年3月10日 -）は、日本のグラビアアイドル。神奈川県出身。スパイス所属。

## 概要
父親が日本人、母親がフィリピン人で、日本、フィリピン、中国、オーストリア、スペインの血を引いている。
2010年にスカウトされ、デビュー。

## 人物
- 2012年に放送されたドキュメンタリーでは、酒におぼれる父と幼い弟を母親のように支える姿が放送された[3]。
- 日常会話なら問題ないレベルで、タガログ語が話せる。

## 出演

### DVD
- NEW KISS （2010年8月27日、スパイスビジュアル）
- ホイップクリーム （2010年11月26日、彩文館出版）
- CRAZY FOR YOU （2011年2月25日、BlueCorner）
- プリ・プリ・プリン! （2011年5月20日、メディアブランド）
- Angel Kiss〜愛子の卒業旅行日記〜 （2012年2月22日、トリコ）
- 哀愁シネマ（2012年6月20日、ギルド）
- ピュア・スマイル（2012年11月24日、竹書房）
- 愛子のあしあと。（2013年2月22日、スパイスビジュアル）
- 無防備（2013年5月31日、グラッソ）
- 哀愁シネマ2（2013年8月22日、ギルド）

### テレビ
- ザ・ノンフィクション（フジテレビ、2012年5月20日）[3]

### スマートフォン用アプリ
- 大竹愛子公式ファンアプリ - Android用アプリ[5]